# جورج إل. كرينشاو
جورج إل. كرينشاو (بالإنجليزية: George L. Crenshaw)‏ هو مصرفي أمريكي، ولد في 1854، وتوفي في 18 فبراير 1937 في لوس أنجلوس في الولايات المتحدة.